# Тетеря (блюдо)

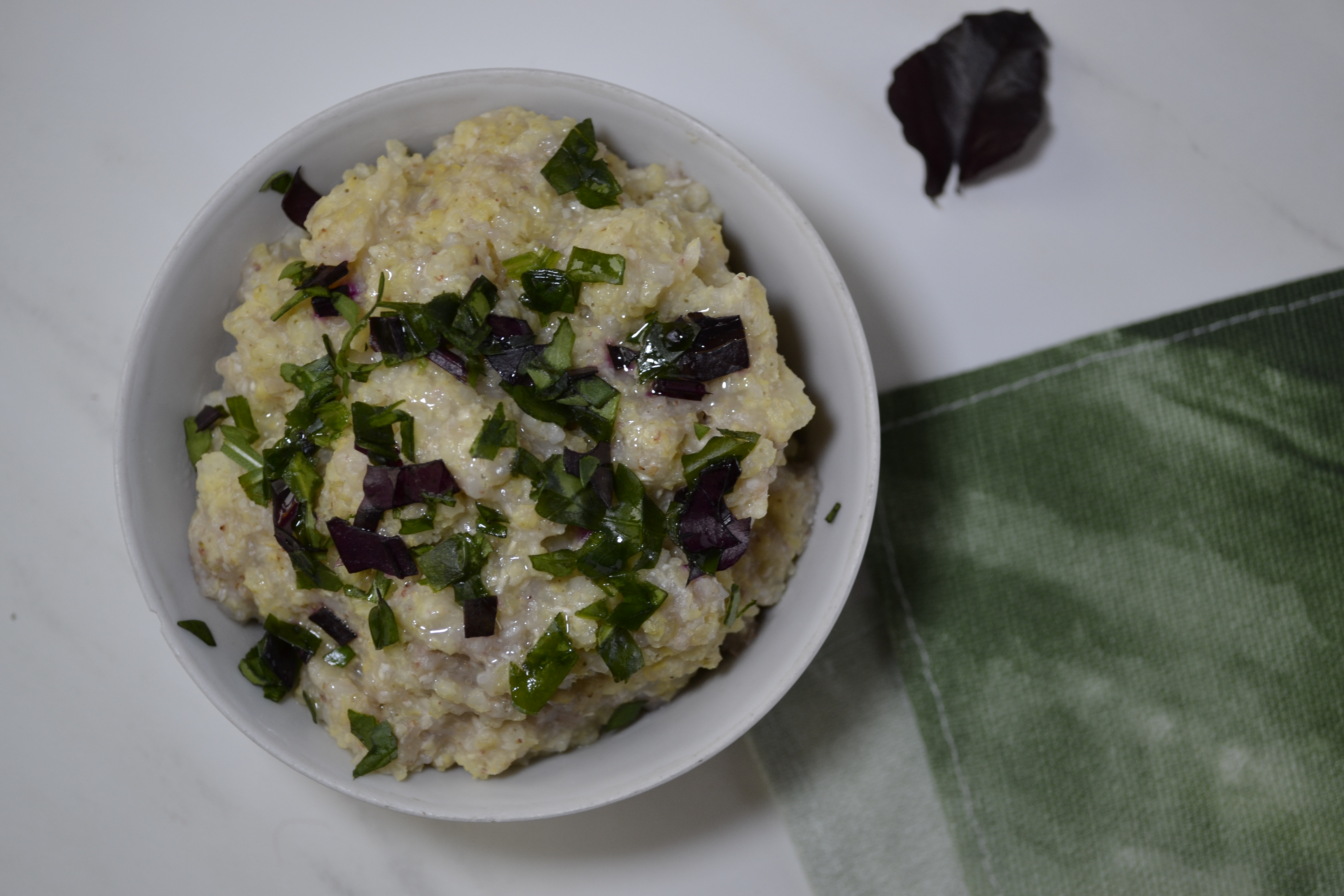
Тетеря

Тете́ря (рябко́) — украинское блюдо наподобие кулеша, которое готовилось из пшена и заправлялось жидким гречневым или ржаным тестом.
Готовая тетеря имела серо-желтый цвет (отсюда и название). Заправляли её истолченным салом или зажаркой из лука на растительном масле. В лучшие дни тетерю готовили на мясной или рыбной ухе. Постную тетерю иногда заправляли хреном с квасом и чесноком.
Это блюдо было очень популярно в казацком быту, однако с начала XX века оно вышло из обихода.
Тетерею также называли блюдо из сухарей или хлеба с водой, солью, луком и маслом.